# Zainab Bakkour
Zainab Bakkour (àrab: زينب بكور, Zaynab Bakkūr) (Damasc, 29 de març de 1978) és una corredora de fons siriana retirada. Va representar la seva nació, Síria, als Jocs Olímpics d'estiu de 2004, i també va aconseguir la seva pròpia marca personal i un rècord nacional de 17:03.60 en els 5.000 metres femenins als Campionats de Síria d'Atletisme de 2000 que es van celebrar a Damasc.
Bakkour va ser l'única atleta femenina classificada per a la selecció siriana en els 5.000 metres femenins als Jocs Olímpics d'estiu de 2004 a Atenes, gràcies a la concessió d'una invitació conjunta del Comitè Olímpic de Síria i la IAAF. Va assolir el seu millor temps de la temporada, de 17:18.66, i va obtenir un divuitè lloc dels vint atletes inscrits, però no va avançar més a la final i va quedar molt per darrere de la líder de la prova, la corredora etíop Tirunesh Dibaba, amb una gran diferència de dos minuts.

## Millors marques personals
- 800 m – 2:15,67 (Beirut 1999)
- 1.500 m – 4:45,10 (Beirut 1999)
- 5.000 m – 17:03,60 NR (Damasc 2000)
- 10.000 m – 36:11,94 NR (Bangkok 1998)[3]

## Palmarès
| Representant Síria | Representant Síria                | Representant Síria | Representant Síria | Representant Síria | Representant Síria |
| ------------------ | --------------------------------- | ------------------ | ------------------ | ------------------ | ------------------ |
| 1993               | Campionat àrab d'atletisme        | Latakia, Síria     | 3a                 | 1.500 m            | 4:45.4             |
| 1993               | Campionat àrab d'atletisme        | Latakia, Síria     | 2a                 | 3.000 m            | 10:54.7            |
| 1996               | Campionat àrab junior d'atletisme | Latakia, Síria     | 2a                 | 10.000 m           | 41:04.42           |
| 1998               | Campionat àrab d'atletisme        | Damasc, Síria      | 1a                 | 5.000 m            | 17:52.9            |
| 1998               | Campionat àrab d'atletisme        | Damasc, Síria      | 1a                 | 10.000 m           | 37:21.1            |
| 1998               | Campionat àrab d'atletisme        | Damasc, Síria      | 1a                 | Mitja marató       | 1:27:1             |
| 1998               | Jocs asiàtics                     | Bangkok, Tailàndia | 9a                 | 5.000 m            | 17:56.63           |
| 1998               | Jocs asiàtics                     | Bangkok, Tailàndia | 7a                 | 10.000 m           | 36:11.94           |
| 1999               | Campionat àrab d'atletisme        | Beirut, Líban      | 1a                 | 800 m              | 2:15.67            |
| 1999               | Campionat àrab d'atletisme        | Beirut, Líban      | 1a                 | 1.500 m            | 4:45.1             |
| 1999               | Campionat àrab d'atletisme        | Beirut, Líban      | 1a                 | 5.000 m            | 17:37.85           |
| 1999               | Campionat àrab d'atletisme        | Beirut, Líban      | 1a                 | 10.000 m           | 38:29.03           |
| 1999               | Campionat àrab d'atletisme        | Beirut, Líban      | 1a                 | Mitja marató       | 1:31:46            |
| 1999               | Jocs Panaràbics                   | Amman, Jordània    | 3rd                | Mitja marató       | 1:18:11            |
| 2001               | Campionat àrab d'atletisme        | Damasc, Síria      | 2a                 | 5.000 m            | 17:21.9            |
| 2001               | Campionat àrab d'atletisme        | Damasc, Síria      | 2a                 | 10.000 m           | 36:23.88           |
| 2003               | Campionat àrab d'atletisme        | Amman, Jordània    | 2a                 | 10.000 m           | 36:39.2            |
| 2003               | Campionat àrab d'atletisme        | Amman, Jordània    | 2a                 | Mitja marató       | 1:24:58            |
| 2004               | Jocs olímpics                     | Atenes, Grècia     | 39a (q)            | 5.000 m            | 17:18.66           |